# Energetikai tanúsítvány
Az energetikai tanúsítvány egy energetikai megfelelőséget igazoló számítás. Az energetikai tanúsítvány megmutatja az épület összesített energetikai jellemzőjét, és a CO2 kibocsátás értékét. A közel nulla energiaigényű épületek követelményekhez képest százalékban kifejezve. Ezen kívül tartalmazza az épületszerkezetek és az épülettechnikai rendszerek értékelését is. A tanúsítványok részletes javaslatot tartalmaznak az energetikai korszerűsítésről.
Az energetikai tanúsítvány egy eszköz, amely a lakás energetikai tulajdonságairól tájékoztat, valamint javaslatot tesz az energia megtakarítás lehetőségeire

## Típusai
2023. november 1-étől változtak az energetikai besorolások, jelenleg 12 különféle 1 betűs kategória van "A+++"tól "I"-ig.
| A+++ | ≤0%           | 0-nál kisebb energetikai hatékonysági szám, érték is lehet |
| A++  | 0<...≤50%     | Közel 0 energiahatékonyságú                                |
| A+   | 50%<...≤90%   | Kiemelkedő nagy energiatékonyságú                          |
| A    | 90%<...≤100%  | Kiemelkedő nagy energiatékonyságú                          |
| B    | 100%<...≤130% | Korszerűt megközelítő                                      |
| C    | 130%<...≤160% | Korszerűt megközelítő                                      |
| D    | 160%<...≤200% | Átlagos                                                    |
| E    | 200%<...≤250% | Átlagos                                                    |
| F    | 250%<...≤310% | Átlagost megközelítő                                       |
| G    | 310%<...≤390% | Gyenge                                                     |
| H    | 390%<...500%  | Rossz                                                      |
| I    | 500%<         | Nagyon rossz                                               |

Energetikai tanúsítvány
| AA++ | <40%     | Minimális energiaigényű                                         |
| AA+  | 40–60%   | Kiemelkedően nagy energiahatékonyságú                           |
| AA   | 61–100%  | Közel nulla energiaigényre vonatkozó követelménynél jobb        |
| BB   | 101–130= | Közel nulla energiaigényre vonatkozó követelményeknek megfelelő |
| CC   | 101–130% | Korszerű                                                        |
| DD   | 131–160% | Korszerűt megközelítő                                           |
| EE   | 161–200% | Átlagosnál jobb                                                 |
| FF   | 201–250% | Átlagos                                                         |
| GG   | 251–310% | Átlagost megközelítő                                            |
| HH   | 311–400% | Gyenge                                                          |
| II   | 401–500% | Rossz                                                           |
| JJ   | 501%<    | Nagyon rossz                                                    |

| A+ | <55     | Fokozottan Energiatakarékos |
| A  | 56–75   | Energiatakarékos            |
| B  | 76–95   | Követelménynél jobb         |
| C  | 96–100  | Követelménynek megfelelő    |
| D  | 101–120 | Követelményt megközelítő    |
| E  | 121–150 | Átlagosnál jobb             |
| F  | 151–190 | Átlagos                     |
| G  | 191–250 | Átlagost megközelítő        |
| H  | 251–340 | Gyenge                      |
| I  | 341<    | Rossz                       |

## Jogszabályi háttér
Az energetikai tanúsítvánnyal két alapvető jogszabály foglalkozik:
- 1997. évi LXXVIII. törvény az épített környezet alakításáról és védelméről
- 176/2008. (VI. 30.) Korm. rendelet az épületek energetikai jellemzőinek tanúsításáról

Az energetikai tanúsítvány alapvetően építéshatósági eljárás eredménye; elkészítése a beruházások átadási-átvételi eljárásának részét képezi (használatbavételi engedély); elmaradását mulasztási bírsággal sújthatják a 191/2009. (IX. 15.) Korm. rendelet 38. §-a szerint.
Magának a számításnak az elkészítésére az épületenergetikai számításokra vonatkozó rendelet érvényes: 
176/2008. (VI. 30.) Korm. rendelet, 3. § (1)14: "Az 5. § (1) bekezdésében foglalt kivétellel az energetikai tanúsítványt (a továbbiakban: tanúsítvány) alátámasztó számítást az épületek energetikai jellemzőinek meghatározásáról szóló 7/2006. (V. 24.) TNM rendelet (a továbbiakban: Rend.) alapján kell elkészíteni."

## A szabályozás célja
Az Európai Unió kiemelten foglalkozik a lakások, közintézmények energiahatékonyságával, és ezért az energetikai tanúsítvány bevezetését minden tagország számára kötelezővé tette. 2002-ben direktívában (Energy Performance of Building Directive) írta elő, hogy az energiafogyasztás és a környezetszennyezés csökkentése érdekében magasabb energiahatékonysági követelményeket kell teljesíteni a lakásoknak és a közintézményeknek. A szabályozás célul tűzte ki, hogy minden tagországban viszonylag rövid időn belül csökkenjen az épületek energiafogyasztása. Célul tűzte ki, hogy 2020-ra az új épületek közel nulla energiaigényűek legyenek (2010/31/EU irányelv 9. cikk).

### A rendelet hatálya
A tanúsítást minden olyan épületre el kell végezni, amelyben az előírt lég- ill. komfortállapot fenntartásához energia felhasználása szükséges, illetve a rendelet hatálya alá tartozó alábbi feltételek megléte:

### 176/2008. (VI. 30.) Korm. rendelet 1. § (3) bekezdése szerint
- új épület építése;
- meglévő épület vagy önálló rendeltetési egység

- ellenérték fejében történő tulajdon-átruházása, vagy
- bérbeadása;
- 500 m2-nél nagyobb hasznos alapterületű hatósági rendeltetésű, állami tulajdonú közhasználatú épület

esetén.

### 176/2008. (VI. 30.) Korm. rendelet 1. § (2) bekezdése szerint
Nem terjed ki a rendelet hatálya a következő épületekre:
- - az önálló, más épülethez nem csatlakozó, 50 m2-nél kisebb hasznos alapterületű épületre; (azaz ha 50 m2-nél kisebb az egész épület)
  - az évente 4 hónapnál rövidebb használatra szánt lakhatás és pihenés céljára használt épületre;
  - a legfeljebb 2 évi használatra szánt felvonulási épületre, fólia- vagy sátorszerkezetre;
  - hitéleti célra használt épületre; 
  - a nem lakás céljára használt alacsony energiaigényű olyan mezőgazdasági, logisztikai és ipari épületre és épületrészre, amelyben a levegő hőmérséklete a fűtési rendszer üzemideje alatt nem haladja meg a 12 °C-ot vagy négy hónapnál rövidebb ideig kerül fűtésre és két hónapnál rövidebb ideig kerül hűtésre;[6]
  - műhelyre vagy az ipari területen lévő épületre, ha abban a technológiából származó belső hőnyereség a rendeltetésszerű használat időtartama alatt nagyobb, mint 20 W/m2, vagy a fűtési idényben több, mint húszszoros légcsere szükséges, illetve alakul ki.
  - a használatba vételi engedélyt (bejelentést) megelőző tulajdon-átruházás esetén;
  - ha ugyanabban az ingatlanban résztulajdonnal rendelkező tulajdonos szerez ellenérték fejében további tulajdonrészt; 
  - a hitelszerződésből eredő kötelezettségeiknek eleget tenni nem tudó természetes személyek lakhatásának biztosításáról szóló 2011. évi CLXX. törvény hatálya alá tartozó tulajdonosváltás és bérbeadás esetén.

A fenti bekezdéseket a jogszabály „és” kapcsolattal köti össze. Ez azt jelenti
1. példa - eladok egy lakást, amely olyan épületben van, amire nem terjed ki a rendelet hatálya; az ilyen ügylet nem kötelezhető energetikai tanúsítvány csatolására, mivel az épület nem tartozik a rendelet hatálya alá.
2. példa - eladok egy 35 m2-es lakást, amely olyan épületben van, amire kiterjed a rendelet hatálya (pl. új épületben, vagy 50m2-nél nagyobb épületben) és nem vonja ki a rendelet 1. § (2) bek.; az ilyen ügylet esetén kötelező az energetikai tanúsítvány csatolása.
3. példa - eladok egy lakást, amely olyan épületben van, amire kiterjed a rendelet hatálya (pl. meglévő épület, amely teljesen zárt; mondjuk világítótoronyból átalakított épület (régen gyertyát vagy nyílt égésterű lámpát használtam a világítótornyokban, s felülről teljesen zártak voltak, hogy a léghuzat el ne oltsa a világítóeszközt), ahol nem bontották meg az egységes épület arhitectúrát a látvány miatt, s így nem alakulhat ki semmilyen módon fűtési idényben a hússzoros légcsere természetes vagy nem természetes úton); az ilyen ügylet esetén kötelező az energetikai tanúsítvány csatolása. Nem is lenne normális, ha egy lakást nem lehet fűtési idényben rendszeresen szellőztetni.
4. példa - eladok egy lakást, amely új építésű és hitéletet szolgál (pl. nyugdíjba vonul a plébános, s az utódjának eladnak egy lakást, amit a kolostor területén leválasztással-hozzátoldással alakítottak ki); szintén nem kötelezhető energetikai tanúsítvány csatolására, mivel a hitéleti célt szolgáló épületek, önálló egységek nem tartoznak a rendelet hatálya alá.
A fenti bekezdések közül a (2) bekezdés, azaz a tárgyi hatály alól történő kivonás van először a rendeletben, ami azt jelenti, hogy a bekezdés alá tartozó épületekre, építményekre, lakásokra stb-re a jogszabály többi része már nem is vonatkozik. A rendelet alkotói az Európai Uniós szabályokat figyelembe véve a hangsúlyt az új építésű, teljes rekonstrukción átesett, nagyméretű ingatlanokra terjesztették ki, figyelembe véve a mentesíteni kívánt rétegek, ágazatok (pl. kispénzűek vándorlásához kapcsolódó lakás adás-vétel, csere, kisipari vagy kézműves műhelyek, mezőgazdaság, múzeumok, hitélet stb.) érdekeit.

### Tévedések eloszlatása
A "közel nulla" energiaszint elérési célkitűzés gyakorlatilag csak megújuló energia felhasználásával lehetséges, ennek érdekében bevezették a "megújuló energia részarány" fogalmát, ill. mértékét. A 2022. június 30-a után használatba vételre kerülő minden épület esetén az épületnek meg kell felelnie a közel nulla követelményeknek, ennek egyik követelménye a megújuló energia részaránya. Jelenleg ennek mértéke 25% lesz, vagyis az adott épület összes (fűtés-hűtés-melegvíz előállítás-szellőztetés) energiaigényének 25%-t helyben kell megtermelnie.

## Kötelező erő, költségek felszámítása
A vonatkozó rendelet értelmében 2009. január 1-jétől az ingatlanok használatbavételi engedélyének megadásához, tartós - egy évet meghaladó - bérbeadásához, továbbá 1000 m²-nél nagyobb hasznos alapterületű hatósági rendeltetésű, vagy állami tulajdonú közhasználatú épület esetén Energetikai Tanúsítvány kiállítása, megszerzése szükséges.
A 176/2008 sz. rendelet előírja továbbá, hogy a rendelet hatálya alá tartozó meglévő épület, lakás, önálló rendeltetési egység adás-vételéhez energetikai tanúsítása rendeletben megszabott árakkal 2011. december 31-ig önkéntes. 2012. január 1-je után a tanúsítvány megszerzése kötelező jellegű, de az elkészítés díját már nem határozza meg, azt a szabad piaci ár szabja meg.
2012. június 1-től 2015 december 31-ig csak akkor kell új bérleti szerződések esetében az energetikai tanúsítvány, ha a bérleti szerződés egy teljes épületre szól. Ebben az esetben már a hirdetésnél is fel kell tüntetni az épület energetikai besorolását. (Értelemszerűen a kivételek itt is érvényesek, tehát műemlék, templom, mezőgazdasági és ipari épületek egy része és az ideiglenes használatú épületek esetében sem kell). 
Önálló lakás vagy egy épületnek csak egy részét elfoglaló önálló rendeltetési egység esetében még 1 évet meghaladó új szerződés esetében sem kell energetikai tanúsítvány 2012. június 1-től 2015. december 31-ig.
A 7/2006 TNM rendelet milyen épületekre vonatkozóan határozza meg az összesített energetikai jellemző követelményértékét?
Ezek az épületek a modern technológiával épült, nagy rekonstrukción átesett zárt légterű kereskedelmi, szolgáltató, idegenforgalmi (pl. szálloda), lakó- és szállásjellegű épületek, irodaházak, valamint oktatási épületek. Az egyéb funkciójú épületekre a tanúsítás során kell meghatározni a követelményértéket, illetve elvégezni a szükséges minősítést.
A tanúsítvány érvényességi ideje jelenleg 10 év, de a 200/2023. (V. 25.) Kormány rendelete alapján 2023. november 1-jétől az energetikai tanúsítványok már csak 5 évig lesznek érvényesek. Minden addig elkészült energetikai tanúsítványt újra el kell készíttetni.
2023. november 1-től kötelező lesz feltüntetni az ingatlan hirdetésben az ingatlan energetikai besorolását.
A szakmai kamarák állásfoglalása szerint minden esetben kötelező az energetikai tanúsítónak helyszíni szemlét tartania. Ettől csupán új épület esetén lehet eltekinteni, ha a felelős műszaki vezető nyilatkozott arról, hogy minden a terveknek és az építési engedélyezési tervdokumentációban szereplő energetikai számításnak megfelelően készült el.
A tanúsítványt 10 évig meg kell őrizni.
Az elkészült tanúsítványt a tanúsító szervezetnek kötelező feltölteni az Országos Építési Nyilvántartásba (OÉNY) a https://entan.e-epites.hu oldalon keresztül.
Ki készíthet Energetikai Tanúsítványt?
A szakmagyakorlásról szóló 244/2006. (XII. 5.) Kormányrendelet előírja, hogy energetikai tanúsító tevékenységet, megfelelő felsőfokú szakirányú végzettséggel rendelkező végezheti, ha teljesítette az energetikai ismereteket tartalmazó jogosultsági vizsgakövetelményeket. 
A rendelet azt is tartalmazza, hogy e szabály alól felmentés nem adható, vagyis az energetikai tanúsítás végzésének alapvető feltétele a jogosultsági vizsga letétele.

## Követelményrendszer
A minősítési rendszer alapjait a vonatkozó kormányrendelet mellékletei írják le összhangban az európai uniós szabályokkal. Az ehhez kapcsolódó szakirányú részletes követelményrendszert jelenleg tárca nélküli miniszteri (TNM) rendelet határozza meg.
Az épületekre vonatkozó energetikai minőségtanúsítvány követelményrendszerét a 7/2006. (V. 24.) TNM rendelet szabályozza, ami alapján a megfelelőséget három mutató kiszámításával kell alátámasztani:
- az egyes határoló szerkezetek hőátbocsátási tényezőinek megfelelőssége
- az épület fajlagos hőveszteségének megfelelőssége
- összesített energetikai jellemző megfelelősége

Az épület használatbavételi időponta szerint, valamint az építés jellege (új, vagy meglévő) szerint más követelményszintet kell kielégíteni az épületnek. 
A 2016-os szabályok szerint, pl. új épület létesítése során:
- a) 2022. június 30-a után használatba vételre kerülő minden új és jelentős bővítésen vagy energetikai felújításon[10] átesett épületnek meg kell felelnie a közel nulla követelményeknek,
- b) 2018. december 31-e után használatba vételre kerülő, hatóságok használatára szánt vagy tulajdonukban álló épület esetén, az épületnek meg kell felelnie a közel nulla követelményeknek,
- c) 2017. december 31-e után az a)-b) pont alá nem tartozó épületnek meg kell felelnie a költségoptimalizált követelményeknek,
- d) az a)-b) pont alá nem tartozó épületnek, amely energiamegtakarítási célú hazai vagy uniós pályázati forrás vagy a központi költségvetésből származó támogatás igénybevételével valósul meg, meg kell felelnie a költségoptimalizált követelményeknek,
- e) az a)-d) pont alá nem tartozó épületnek meg kell felelnie a 2006-os követelményeknek.

## A 2016. január 1-je előtt kiállított tanúsítványok pótlappal történő ellátása
176/2008. (VI. 30.) Korm. rendelet szerint 2016. március 1-jéig az Országos Építésügyi Nyilvántartás (a továbbiakban: OÉNY) üzemeltetője az OÉNY-ben 2016. január 1-je előtt kiállított tanúsítványoknak számítógépes algoritmusok segítségével a 2016. január 1-jén hatályba lépő követelményszintnek megfelelő új energetikai minőség szerinti besorolást (a továbbiakban: új besorolást) ad. Az új besorolásról az OÉNY összefoglaló pótlapot állít ki, ami a 2016. január 1-je előtt készült összefoglaló lappal és alátámasztó munkarésszel együtt 10 évig hatályos.
2016. március 1-je után az épület vagy önálló rendeltetési egység tulajdonosa vagy a korábbi tanúsítvány megrendelője elektronikus formában, díjmentesen igényelheti az új besorolást tartalmazó összefoglaló pótlapot az Építésügyi Dokumentációs és Információs Központról, valamint az Országos Építésügyi Nyilvántartásról szóló kormányrendeletben meghatározottak szerint.

## 2023. november 1-jétől hatályba lépő változások
2023. november 1-től megújul az épületek energiahatékonyságát értékelő rendszer és új energetikai tanúsítványok jönnek. Az új tanúsítványok 10 helyett 5 évig lesznek érvényesek, és novembertől hatályát vesztik az addig elkészült tanúsítványok.
2023. november 1-től  a hirdetés feladásához is szükséges lesz elkészíttetni a tanúsítványt.
2023.november 1-jén a 7/2006. (V. 24.) TNM rendelet hatályát veszti és a 176/2008.(VI. 30.) Korm. rendelet jelentősen módosulni fog. Jelentősen megváltozik az épületek energetikai jellemzőinek tanúsításáról szóló 176/2008. (VI. 30) Korm. rendelet. A tanúsítványok újfajta grafikai megjelenéssel készülnek. A számítás teljesen megváltozik, lényegesen több információt fognak az energetikai tanúsítványok szolgáltatni. Az energetikai hatékonyság mellett a szén-dioxid kibocsátás szerinti minősítés is megtörténik, továbbá az épületszerkezetek értékelését is el kell végezni. A tanúsítványok részletes javaslatot tartalmaznak az energetikai korszerűsítésről.

#### Új energetikai besorolási rendszer jön[11]
A kormányrendelet szerint a módosítás célja egy olyan új energetikai tanúsítványi minta és arculat meghatározása, amely a korábbihoz képest átláthatóbb, felhasználóbarát, nem csak az épület egészét értékeli betűjelzéssel, hanem az egyes épülettechnikai rendszereknek (mint a fűtés, légkondicionálás, szellőzés, világítás, használati melegvíz) és az épületszerkezeti elemeknek az energiahatékonyságát is külön értékeli, valamint részletes, időszakokra bontott felújítási és korszerűsítési javaslatot is rögzít a tulajdonos számára.
A rendelet 12 energiahatékonysági kategóriát állapít meg, ezeket betűvel jelölik, az I-től az A+++-ig. A közel nulla energiaigényre vonatkozó követelményt vélhetően a B-től felfelé teljesíthetik az épületek. Minél jobb az ingatlan energetikai besorolása, annál kisebb energia szükséges a fenntartásához, így olcsóbb lehet a fenntartása.

#### Az új épületek "közel nulla" energiaigény követelményei szigorodnak
Az építési miniszter rendeletéből kiderül, hogy szigorítják az új épületek építésére vonatkozó „közel nulla” energiaigényre vonatkozó követelményeket. Az újonnan épülő lakó- és szállásjellegű épületek energiahatékonyságát jelző „összesített energetikai jellemző” követelményértéke (világítási energiaigény nélkül) az eddigi 100 helyett 76 kWh/négyzetméter/év lesz, továbbá az épületek fajlagos szén-dioxid-kibocsátása legfeljebb 20 kilogramm/négyzetméter/év lehet.
A módosítás szigorítást jelent, de az Európai Unió irányelve 2030-ra nulla, azaz kibocsátásmentes új épületek építését célozza meg. Hazánkban a „közel nullás” követelményszint hatályba lépését (100 kWh/nm/év energiaigénnyel) többször halasztotta a kormány, a legutóbb 2024. június 30-ára.

#### Változás az érvényességi időben
Az új tanúsítvány a korábbi 10 helyett 5 évig lesz érvényes. A követelményérték változása miatt új energetikai besorolást kell kérni azoknak, akik novembertől eladják vagy bérbe adják az ingatlanukat, annak ellenére, hogy még hatályos lenne a régi energiatanúsítványuk.

#### Változik az energetikai tanúsítvány formátuma
Az energetikai tanúsítványoknak nem csupán a kinézete, hanem a tartalma is jelentősen megváltozik. A főoldalon kívül néhány további oldal is részét képezi ezentúl, melyekben a főbb eredmények és részeredmények, a fontosabb szerkezetek illetve gépészeti elemek is megjelennek. Az alátámasztó számítás, ahogy jelenleg is, ennek mellékletét képezi.
Az új rendeletben előírt formátumot a Magyar Közlöny 2023/78 száma tartalmazza.

## Fogalmak

### 7/2006. (V. 24.) TNMArchiválva2021. december 17-idátummal aWayback Machine-benrendelet az épületek energetikai jellemzőinek meghatározásáról
2. § 1. alternatív rendszer: a megújuló energiaforrásokon alapuló decentralizált energiaellátási rendszer, a kapcsolt energiatermelés, a táv- vagy tömbfűtés és -hűtés vagy a hőszivattyús rendszer;
2. effektív névleges teljesítmény: a gyártó által előírt és garantált maximális leadott hőteljesítmény (kW-ban kifejezve), amely a folyamatos működés során átadható, ugyanakkor megfelel a gyártó által megjelölt hasznos teljesítménynek;
3. elektromos töltőpont: a közúti közlekedésről szóló 1988. évi I. törvény 45/B. § 6. pontja szerinti fogalom;
4. energiamegtakarítási célú felújítás: a meglévő épület energiahatékonyságát befolyásoló épületelem utólagos beépítése, cseréje, kiegészítése vagy az épületelem alapvető jellemzőjének megváltoztatása, vagy a meglévő épület eredeti állapotának fenntartását célzó azon állagmegóvási, javítási, karbantartási munka, amely gazdaságossági szempontból megvalósítható, ideértve a szakaszos felújítást is;
5. épületautomatizálási és -szabályozási rendszer: olyan rendszer, amely magában foglalja mindazon termékeket, szoftvereket és mérnöki szolgáltatásokat, amelyek automatikus vezérlés révén és a kézi működtetés megkönnyítésével elősegíthetik az épülettechnikai rendszerek energiahatékony, gazdaságos és biztonságos üzemeltetését;
6. épületelem: a határoló szerkezetek vagy az épülettechnikai rendszerek valamely eleme;
7. épülettechnikai rendszer: az épület vagy önálló rendeltetési egysége helyiségfűtésére, helyiséghűtésére, szellőztetésére, használati melegvíz-ellátására, beépített világítására, épületautomatizálására és szabályozására, helyszíni villamosenergia-termelésre szolgáló műszaki berendezések, vagy ezek kombinációi, ideértve a megújuló energiaforrásokat használó rendszereket is;
8. fűtési rendszer: a beltéri légkezelés egy adott formájához szükséges komponensek olyan kombinációja, melynek révén növelhető a hőmérséklet;
9. hasznos alapterület: az épületek energetikai jellemzőinek tanúsításáról szóló kormányrendelet szerinti alapterület;
10. határoló szerkezet: az épület fűtött, szellőztetett, hűtött belső helyiségeit a külső környezettől vagy az épület fűtetlen, szellőzés nélküli helyiségétől elválasztó épületszerkezet;
11. hőfejlesztő berendezés: a fűtési rendszer azon része, amely hasznos hőt állít elő fűtőanyagok kazánban történő elégetésével, vagy az elektromos ellenállásos fűtőrendszer fűtőelemeiben fellépő hőhatás (Joule-hatás) alkalmazásával, valamint a környezeti levegőből, szellőzőberendezésből távozó használt levegőből, vízből vagy talajbeli hőforrásból való, hőszivattyúval történő hőelvonás révén;
12. hőszivattyú: olyan gép, készülék vagy berendezés, amely a természetes közegekből - különösen a levegőből, a vízből vagy a talajból - hőt vezet át az épületbe vagy az ipari alkalmazásba azáltal, hogy megfordítja a hő természetes áramlásának irányát, és így az az alacsonyabb hőmérséklettől a magasabb hőmérséklet felé áramlik, továbbá amely képes a hőt az épületből kivonni és a környezetnek átadni;
13. jelentős felújítás: a határoló szerkezetek összes felületének legalább a 25%-át érintő felújítás;
14. kapcsolt energiatermelés: hő- és villamos vagy mozgási energia egyetlen folyamat során, egyidejűleg történő előállítása;
15. kazán: kazántest-tüzelőegység kombináció, amely az égés során felszabaduló hőt a fűtőközegnek adja át;
16. közel nulla energiaigényű épület: a 6. melléklet követelményeinek megfelelő épület;
17. lakóépület: jellemzően lakást és a hozzá tartozó kiszolgáló helyiségeket magába foglaló épület;
18. légkondicionáló rendszer: a beltéri légkezelés egy adott formájához szükséges komponensek olyan kombinációja, amely által szabályozható vagy csökkenthető a hőmérséklet;
19. meglévő épület: a felújítási munkák megkezdését megelőzően hatósági döntés vagy tudomásulvétel alapján használatba vett, vagy legalább 10 éve használatban lévő épület;
20. nem lakáscélú épület: a hivatali vagy irodaépület, az ellenérték fejében várakozó- vagy parkolóhely értékesítésére szolgáló építmény, a fedett piacot kivéve a kereskedelmi épület, így különösen a bevásárlóközpont, önálló üzlet, lakossági fogyasztásicikk-javító hely, szervizállomás, a tábort kivéve a szálláshely szolgáltató és vendéglátó épület, az oktatási, egészségügyi ellátást szolgáló, valamint szórakoztatásra, sportra és közművelődésre használt épület;
21. összesített energetikai jellemző: az épület energiafelhasználásának hatékonyságát jellemző számszerű mutató, amelynek kiszámítása során figyelembe veszik az épület telepítését, a homlokzatok benapozottságát, a szomszédos épületek hatását, valamint más klimatikus tényezőket, az épület hőszigetelő képességét, épületszerkezeti és más műszaki tulajdonságait, az épülettechnikai berendezések és rendszerek jellemzőit, a felhasznált energia fajtáját, az előírt beltéri légállapot követelményeiből származó energiaigényt, továbbá a sajátenergia-előállítást;
22. primerenergia: az a megújuló és nem megújuló energiaforrásból származó energia, amely nem esett át átalakításon vagy feldolgozási eljáráson;
23. szellőző rendszer: a 2009/125/EK európai parlamenti és tanácsi irányelvnek a szellőztetőberendezések környezettudatos tervezésére vonatkozó követelmények tekintetében történő végrehajtásáról szóló, 2014. július 7-i 1253/2014/EU bizottsági rendelet szerinti berendezés;
24. távfűtés vagy távhűtés: a távhőszolgáltatásról szóló törvény szerinti távhőszolgáltatás, vagy gőz, meleg víz vagy hűtött folyadék formájában, egy központi termelési egységből, vezetéken keresztül történő hőenergia-szolgáltatás légterek vagy ipari folyamatok fűtése vagy hűtése céljából.

## Az energetikai tanúsítvány készítésének folyamata
1. Időpont egyeztetés
2. Helyszíni felmérés
3. Irodai mérnöki munka
4. Tanúsítvány hitelesítése
5. Dokumentum átadása

Energetikai tanúsítványt az készíthet, aki szerepel a Magyar Építész Kamara (MEK), vagy a Magyar Mérnöki Kamara (MMK) névjegyzékében és erre külön érvényes jogosultsága van. A névjegyzékek nyilvánosak, így a tanúsítvány készítő szakember jogosultsága ellenőrizhető.